# Apertura política (Brasil)
La apertura política es el nombre que se da al proceso de liberalización política desde la Dictadura militar que gobernó Brasil entre 1964 y 1985. Ese proceso, iniciado tímidamente hacia 1974, terminó en 1988, con la promulgación de la nueva Constitución.
Cuando el general Ernesto Geisel asumió al poder, en medio de un gran deterioro de la economía y el descontento de la sociedad, propuso cambios en el poder y ablandamiento en las formas de represión, haciendo declaraciones y discursos políticos en los que hablaba de que iniciaría la apertura política de forma lenta, gradual y segura.
El término apertura política se contrapone a la cerrazón del régimen militar durante los gobiernos de Costa e Silva y Médici.

## Realidad económica
Según analistas económicos, el crecimiento de la deuda externa, más el alza de los intereses pagados por la deuda, asociados al alza de los precios del petróleo, desequilibraron la balanza de pagos brasileña. Consecuentemente, hubo un aumento de la inflación y de la deuda interna.
Con estos factores, el crecimiento económico que estaba basado en el endeudamiento externo, comenzó a quedarse estancado. A pesar de las señales de crisis, el ciclo de expansión económica iniciado a mediados de 1970 no fue interrumpido. Los incentivos a la proyectos y programas oficiales permanecieron, las grandes obras continuaron alimentadas por el crecimiento del endeudamiento.
Con la crisis económica vino la crisis política, en forma de un lento y gradual descontento. Se inició una crisis silenciosa donde todos reclamaban del gobierno (en voz baja) y de sus actitudes. A pesar de la censura y de las manipulaciones ejecutadas por la máquina estatal en una tentativa de mantener el moral de la población, la onda de descontento crecía inclusive dentro de los cuadros de las propias Fuerzas Armadas, pues los militares de bajo escalón sentían en la mesa de sus casas la alta inflación.
En 1974, los militares permiten la propaganda electoral gratuita en la televisión y en el radio. El Movimiento Democrático Brasileño (MDB), que era el partido de oposición, acaba ganando las elecciones. La “línea dura” (militares y civiles contrarios a la democratización) inicia un proceso de presión violenta contra la oposición al régimen militar. Se dan casos de tortura, secuestros, asesinatos y aparecen los temidos escuadrones de la muerte, cuyas acciones aumentan exponencialmente.
El 25 de octubre de 1975, el periodista Vladimir Herzog muere en una celda del DOI-Codi, órgano del 2º Ejército, en São Paulo. Este crimen motivó una ola de protestas de toda la prensa mundial, movilizando e iniciando un proceso internacional en pro de los derechos humanos en América Latina y, en especial, en Brasil.
El 17 de enero de 1976, el metalúrgico Manuel Fiel Filho también es asesinado en el DOI-Codi, generando nueva ola de protestas internacionales, aumentando la antipatía de los organismos de derechos humanos contra el Gobierno de Brasil. En una tentativa de demostrar que el gobierno militar es intolerante contra este tipo de acciones, Ernesto Geisel destituye al general Ednardo D'Ávila Mello del mando del 2º Ejército y se aprueba el llamado Pacote de Abril, un conjunto de leyes y ordenanzas aparentemente contradictorio con la apertura política defendida hasta el momento.
Pero la presión internacional aumenta y la madurez de la oposición política permite que el gobierno militar no vea otra salida que terminar con la censura previa de publicaciones y espectáculos y revocar los Actos Institucionales impuestos por la Dictadura. La oposición comienza a ganar fuerza en las elecciones, acelerando la apertura política.

## Gobierno Figueiredo
El 15 de marzo de 1979, el general Figueiredo, el último de los generales en el poder, asume la Presidencia de la República (1979-1985). La asumió jurando hacer de Brasil una democracia. Fue famosa su respuesta, al ser cuestionado sobre la apertura política: 

"É pra abrir mesmo. Quem não quiser que abra, eu prendo e arrebento!"

El 28 de agosto de 1979 es sancionada la ley 6683, que concede la amnistía a los funcionarios cesados por el régimen militar. La ley también concedía amnistía a los miembros del gobierno acusados de tortura. El día 22 de noviembre de 1979 es aprobada la reforma política que restablecía el pluripartidarismo, con la extinción del Movimiento Democrático Brasileño (MDB) y de la ARENA. La medida fue vista por los críticos como una maniobra del gobierno para dividir a la oposición e impedir una gran victoria de un MDB unido.

## Reacción de los militares radicales
En el campo práctico, de enero a agosto de 1980, comenzaron a explotar bombas en todo el país. Surgieron de pronto, y también acabaron de pronto. Parecía como que la línea dura del régimen anterior se negaba a desaparecer:

### 1980
- 18/01 – desactivada bomba en el Hotel Everest, en el Río, donde estaba hospedado Leonel Brizola.
- 27/01 – bomba explota en la manzana de la Escuela de Samba Académicos de Salgueiro, en Río, durante los comicios del PMDB.
- 26/04 – show 1º de mayo – 1980 – bomba explota en una tienda del Río que vendía ingresos para el show.
- 30/04 – en Brasilia, Río, Porto Alegre, Curitiba, Belo Horizonte, Belém y São Paulo, bancas de periódico comienzan a ser atacadas, en una acción que duró hasta septiembre.
- 23/05 – bomba destruye la redacción del periódico Em Tempo, en Belo Horizonte.
- 29/05 – bomba explota en la sede de Convergencia Socialista, en Río de Janeiro.
- 30/05 – explotan dos bombas en la sede del periódico Hora do Povo, en Río de Janeiro.
- 27/06 – bomba daña la sede de la Casa del Periodista, en Belo Horizonte.
- 11/08 – bomba es encontrada en Santa Teresa, en Río de Janeiro, en un local conocido por Chororó. En São Paulo, localizada una bomba en el Tuca, horas antes de la realización de un acto público.
- 12/08 – bomba hiere la estudiante Rosane Mendes y diez estudiantes más en la cantina del Colegio Social de Bahía, en Salvador.
- 27/08 – en Río, explota una carta-bomba enviada al periódico Tribuna Obrera. Otra carta-bomba es enviada a la sede de la OAB, en Río, y en la explosión muere la secretaria de la orden, Lyda Monteiro. Este día explosiona una tercera carta-bomba, esta vez en el edificio de la Cámara Municipal de Río.
- 04/09 – desarmada bomba en el Ancho de la Lapa, en Río.
- 08/09 – explota bomba-reloj en el garaje del edificio de Banrisul, en Viamão.
- 12/09 – dos bombas en São Paulo: una hiere dos personas en un bar en Abetos y la otra daña automóviles en el patio de la 2ª Cia. de Policía de Tráfico en Tucuruvi.
- 14/09 – bomba explota en el edificio de la Receta Federal en Niterói.
- 14/11 – tres bombas explotan en dos supermercados de Río.
- 18/11 – bomba explota y daña la Librería Jinkings en Belém.
- 08/12 – el coche del hijo del diputado Jinkings es destruido por una bomba incendiaria en Belém.

El 13 de noviembre de 1980 son restablecidas las elecciones directas para gobernadores de los estados y para 1/3 del Senado. Además, se pone fin a los llamados senadores biónicos, mantenidos los mandatos en curso.

### 1981
- 05/01 – atentado con bomba en supermercado de Río de Janeiro.
- 07/01 – explosiona una bomba en el autobús de servicio de la compañía Petrobras, en la Ciudad Universitaria de Río de Janeiro.
- 16/01 – una bomba daña el reloj público instalado en Humaitá, Río de Janeiro.
- 02/02 – bomba colocada en el aeropuerto de Brasilia es desactivada a tiempo.
- 26/03 – atentado a los talleres del periódico Tribuna de la Prensa, en Río de Janeiro.
- 31/03 – bomba explosiona en el puesto del INPS, en Niterói.
- 02/04 – atentado con bomba en la residencia del diputado Marcelo Cerqueira, en Río de Janeiro.
- 03/04 – parcialmente destruida, con la explosión de una bomba, la Gráfica Americana, en Río de Janeiro.
- 28/04 – el grupo Falange Patria Nueva destruye, con bombas, bancas de periódicos de Belém (Dickson M. Grael, op. cit., pp. 79 a 81).

### Caso Riocentro
El atentado más famoso fue el de Riocentro, ocurrido en la noche del 30 de abril de 1981, víspera del 1º de mayo, en el Pabellón Riocentro, en la Barra de la Tijuca, Río de Janeiro.
Esa noche, cerca de 20 000 personas asistían a una fiesta en conmemoración al Día del Trabajador, organizado por el CEBRADE (Centro Brasil Democrático), y que contó con la presencia de diversos exponentes de la nueva música popular, entre los cuales estaban Chico Buarque, Caetano Veloso, Gilberto Gil, Milton Nascimento, Elba Ramalho, Gonzaguinha, Alceu Valença y Gal Costa.
Una bomba explosionó en el aparcamiento, dentro de un automóvil Puma. Murió el sargento Guilherme Ferreira del Rosário e hirió gravemente al capitán Wilson Luís Llaves Hacha (propietario del Puma), ambos conectados al DOI-CODI del Ejército, que estaban en el coche. La bomba estalló mientras era manipulada. Supuestamente, iba a ser 
detonada junto a la central eléctrica, en el aparcamiento de Riocentro, a fin de cortar la energía y generar pánico entre los asistentes a la fiesta.
Una segunda bomba explosionó en el aparcamiento, pero sin conseguir cortar la luz en el local. Una tercera bomba habría sido encontrada, intacta, en el coche de las víctimas. Una primera versión oficial adujo que las bombas iban dirigidas a matar a los militares. El objetivo de los servicios secretos no era otro que atribuir el atentado a la extrema izquierda. Se apuntó incluso a la Vanguardia Popular Revolucionaria (VPR), grupúsculo izquierdista dirigido por el capitán Carlos Lamarca durante la década de 1970. Como consecuencia del caso, el general Golbery do Couto es cesado del gabinete civil y se afirma que había creado un monstruo, el SNI, en 1964.
El atentado al Riocentro repercutió en la opinión pública mundial, inclusive en la estadounidense, que se manifestó rápidamente. Había muchos periodistas extranjeros cubriendo el espectáculo, por lo tanto haciendo imposible para la censura encubrirla. El fiasco del atentado causó el inicio del fin del régimen militar, como consecuencia del proceso desencadenado por la Ley de Amnistía (1979).

## Elecciones de 1981
Las elecciones municipales y provinciales en 1982 ponen de manifiesto que la población rechaza el gobierno militar. En São Paulo, vence Franco Montoro, del PMDB, iniciando un gobierno que será fundamental por el apoyo que dará a la Campaña para realizar unas elecciones directas.

### Diretas Já
En 1984, aún con extremistas de la “línea dura” maniobrando contra la Democracia, se inició la campaña llamada "Diretas já". Esa tenía como objetivo la aprobación de la Propuesta de Enmienda Constitucional del Diputado Dante de Olivo. A pesar de la intensa movilización popular, con comicios en todo el país, faltaron 12 votos para alcanzar la mayoría de 2/3 necesaria y la propuesta no pudo ser aprobada en la Cámara de los Diputados el 25 de abril de 1984.

### Directas, pero no ahora
En junio de 1984, el gobierno envió al congreso una nueva propuesta de enmienda constitucional, la enmienda Leitão, también conocida como enmienda Figueiredo. La propuesta definía las elecciones directas en 1988, si se respetaban las elecciones habidas en 1984. La oposición entonces hizo una maniobra contraria y presentó una segunda enmienda, cambiando la fecha de las elecciones y proponiendo nuevamente las elecciones directas inmediatamente. El gobierno entonces retiró la enmienda.

## Primera sucesión presidencial civil post dictadura

### Frente Liberal
Pasado el movimiento por las elecciones directas, la atención se centró en definir los candidatos en cada partido. El PDS presentaba cuatro aspirantes: Marco Maciel, Paulo Maluf, el entonces vicepresidente Aureliano Chaves y Mário Andreazza. Para resolver la situación, el presidente del PDS, José Sarney, con el apoyo del presidente Figueiredo, propone que antes de la convención se hagan unas elecciones primarias en el seno del PDS y que el candidato sea el más popular en el partido. Paulo Maluf reacciona y se manifista contrario a las previas, diciendo que sería mero casuísmo de sus adversarios en el partido. Figueiredo entonces apoya a Maluf y la propuesta es derrotada en la reunión del partido convocada para deliberar sobre las previas. Como consecuencia, Sarney abandona la presidencia del PDS y forma, con otros descontentos, el Frente Liberal. Por su parte, Tancredo Neves buscaba un acuerdo con Aureliano Chaves, que se veía sin oportunidades. Y Sarney se reunía con el diputado Ulysses Guimarães y el entonces senador Fernando Henrique Cardoso y daba muestras de que su grupo podría apoyar un candidato de la oposición.
El día 29 de junio los gobernadores del PMDB se reunieron en Brasilia y lanzaron a Tancredo Neves como precandidato. El día 3 de julio la bancada del PDS conectada a Sarney rompió con el gobierno y pasa a actuar en el congreso como bloque parlamentario de oposición. Aureliano Chaves y Marco Maciel anuncian su retirada como precandidatos del PDS en la convención del partido.

### Carrera presidencial
El día 14 de julio hubo una reunión en el palacio Jaburu, sede de la vicepresidencia de la República, entre representantes del PMDB y del Frente Liberal del PDS, en la que se cerró la candidatura de la nueva Alianza Democrática para enfrentarse al PDS en los comicios. El día 7 de agosto se cerró un nuevo acuerdo por el que correspondía al Frente Liberal indicar el vicepresidente en la lista. José Sarney fue el escogido. Ulysses Guimarães se hizo cargo de la coordinación de la campaña.
El día 10 de agosto, policías de la 1ª Comisaría Policial de Brasilia prendieron cuatro personas por pegar carteles del Partido Comunista de Brasil, entonces ilegal, apoyando a Tancredo Neves. De madrugada, fue a la comisaría el teniente coronel Arídio Mário de Sousa Filho para exigir la liberación de los detenidos, que en verdad eran un comandante, un capitán y dos sargentos del Centro de Informaciones del Ejército.
El día 11 de agosto, el PDS realizó su convención y Paulo Maluf derrotó a Mario Andreazza como líder del partido. Al día siguiente, el PMDB acordó apoyar la lista de Tancredo Neves/José Sarney. Sarney hubo de afiliarse al PMDB por exigencia de la ley electoral, pues el Frente Liberal no era un partido. El día 14, Tancredo Neves renunció al cargo de gobernador de Minas Gerais, entrando en su lugar el vicegobernador, Hélio Garcia, que reformó sus consejeros incluyendo a miembros del Frente Liberal.
El día 21 de septiembre, los altos mandos de las fuerzas armadas se reunieron para analizar la carrera presidencial. El Ejército y la Aviación lanzaron notas oficiales alertando sobre los posibles riesgos de radicalización y consecuente ruptura del proceso democrático, mientras la Marina simplemente reafirmaba su posición de respeto a sus atribuciones constitucionales.
El día 21 de octubre, una explosión ocurrió en un comité de la Alianza Democrática, en Porto Alegre. Tancredo Neves minimizó el hecho y no quiso buscar culpables. Lo mismo ocurrió con un comité en Brasilia, el 26 de noviembre. Nuevamente, Tancredo Neves restó importancia al suceso.
El día 21 de noviembre la dirección del PDS se reunió y decidió por la fidelidad partidaria que todos sus miembros deberían votar al candidato del PDS. El PMDB recurrió al TSE el día 23 y el día 4 de diciembre, el TSE decidió no registrar el acta de la reunión del PDS, lo que obligaba a sus miembros a seguir las determinaciones del partido.

### Elección de Tancredo Neves
El día 15 de enero de 1985, Tancredo Neves fue elegido por 480 votos. Paulo Maluf obtuvo 180 votos; además, hubo diecisiete abstenciones y 9 ausencias. Tancredo Neves recibió los votos del PMDB, del Frente Liberal, del PDT y de disidentes del PDS y del PT. El PT no participaba en la alianza y rechazó legitimar la elección de Neves.
El día 14 de marzo, víspera de la toma de posesión, Tancredo Neves fue ingresado de urgencias en el hospital bajo el diagnóstico de apendicitis. Operado en el Hospital de Base de Brasilia el día siguiente, el diagnóstico pasó a ser diverticulitis. Se discutió si debería asumir el cargo interinamente José Sarney, segundo en la lista presidencial, o el presidente de la cámara, Ulysses Guimarães. El propio Ulysses Guimarães defendió que Sarney debería asumirlo, lo que de hecho aconteció. José Sarney asumió el cargo interinamente. El presidente saliente, Figueiredo, enemistado con Sarney, rechazó pasarle el rango presidencial.

### Muerte de Tancredo Neves
El día 20 de marzo, Tancredo Neves fue operado por segunda vez. Hubo dudas entre los médicos sobre los resultados de la cirugía. Neves fue conducido al Instituto del Corazón del Hospital de Clínicas de São Paulo, donde el 26 de marzo sufrió una tercera intervención, realizada por el equipo del doctor Henrique Pinotti. El país entero estaba pendiente del cuadro médico del presidente electo, Tancredo Neves. Los boletines médicos eran leídos por el periodista Antônio Brito, portavoz de la presidencia. Nuevo diagnóstico: infección hospitalaria contraída durante la intervención en el Hospital de Base de Brasilia. Para combatirla, se usó un antibiótico no comercializado aún en Brasil. El día 2 de abril Neves se sometió a una cuarta intervención, ahora para corregir una "hernia inguinal encarcelada en el lado izquierdo del abdomen". Una quinta operación fue realizada el mismo día. Y el día 9 de abril, una sexta operación, una traqueotomía. 
El día 12, la séptima intervención. Los médicos anunciaron que Neves estaba con un cuadro grave, sobreviviendo con aparatos. Los políticos del PMDB y del Frente Liberal comenzaron entonces a reunirse para organizar con carácter definitivo el gobierno de José Sarney y sostener la transición democrática. Se trajo al especialista norteamericano Warren Mayron, que el día 20 de abril diagnosticó que no había nada que hacer.
Finalmente, el día 21 de abril se anunció la muerte de Tancredo Neves. Al día siguiente, el 22 de abril, el Congreso Nacional se reunió y anunció la vacante de la presidencia y su cumplimentación automática por el vicepresidente José Sarney. Sarney habló para el país en radio y televisión y decretó festivo nacional y luto oficial durante 8 días.